# آبری شنک
آبری شنک (انگلیسی: Aubrey Schenck؛ ۲۶ اوت ۱۹۰۸ – ۱۴ آوریل ۱۹۹۹) یک تهیه‌کنندهٔ اهل ایالات متحده آمریکا و طی دههٔ ۱۹۴۰ تا دههٔ ۱۹۷۰ میلادی به فعالیت مشغول بود.

## زندگی‌نامه
بنابر سرشماری ۱۹۱۰ میلادی آمریکا، او پسر جورج شنک، یک مهاجر روس متصدی تماشاخانه و همسرش ماری شنک؛ و برادرزادهٔ جوزف و نیکلاس شنک بود.
آبری شنک در دههٔ ۱۹۳۰ میلادی پس‌از فارغ‌التحصیلی از دبیرستان پسران بروکلین و دانشگاه کرنل یک وکیل شاغل در شهر نیویورک شد. او با نوشتن داستانی و ارسال آن به فاکس قرن بیستم اجازه و موافقت تولید فیلمی را بر اساس آن کسب کرد. نخستین کار وی، فیلم شوک! (۱۹۴۶) با بازی وینسنت پرایس، موفقیت تجاری متوسطی داشت. همین اثر سینمایی راه حرفه‌ای را برای شنک به عنوان یک تهیه‌کننده فیلم، هموار کرد.

## گزیده فیلم‌شناسی
- شوک اثر آلفرد ال. ورکر (۱۹۴۶)
- مأموران خزانه‌داری (T-Men) اثر آنتونی مان (۱۹۴۷)
- فت من اثر ویلیام کسل (۱۹۵۱)
- مرده‌تر از زنده اثر رابرت سافر (۱۹۶۸)
- بن‌بست اثر ریچارد بندیکت (۱۹۶۹)
- دختران شیطان اثر مایکل د. مور (۱۹۶۷)